# Ligue 1 2011–12
Ligue 1 2011–12 là giải bóng đá Pháp mùa bóng 2011-2012.

## Câu lạc bộ tham dự
| Club                | Location          | Venue                               | Capacity | Average Attendance |
| ------------------- | ----------------- | ----------------------------------- | -------- | ------------------ |
| Ajaccio             | Ajaccio           | Stade François Coty                 | 10.660   | 6,397              |
| Auxerre             | Auxerre           | Stade de l'Abbé-Deschamps           | 24.493   | 11.341             |
| Bordeaux            | Bordeaux          | Stade Chaban-Delmas                 | 34.462   | 21.435             |
| Brest               | Brest             | Stade Francis-Le Blé                | 16.000   | 13.323             |
| Caen                | Caen              | Sân vận động Michel d'Ornano        | 21.500   | 15.061             |
| Dijon               | Dijon             | Sân vận động Gaston Gérard          | 15.998   | 13.347             |
| Evian               | Annecy            | Sân vận động Công viên Thể thao     | 15.600   | 12.003             |
| Lille               | Villeneuve-d'Ascq | Stadium Nord Lille Métropole        | 18.185   | 16.805             |
| Lorient             | Lorient           | Stade du Moustoir                   | 18.890   | 15.626             |
| Lyon                | Lyon              | Stade de Gerland                    | 41.842   | 32.799             |
| Marseille           | Marseille         | Sân vận động Vélodrome1             | 42.000   | 40.645             |
| Montpellier         | Montpellier       | Stade de la Mosson                  | 32.900   | 15.807             |
| Nancy               | Tomblaine         | Stade Marcel Picot                  | 20.085   | 14.498             |
| Nice                | Nice              | Stade du Ray                        | 17.415   | 9,413              |
| Paris Saint-Germain | Paris             | Sân vận động Công viên các Hoàng tử | 48.712   | 38.781             |
| Rennes              | Rennes            | Stade de la Route de Lorient        | 31.127   | 20.467             |
| Saint-Étienne       | Saint-Étienne     | Stade Geoffroy-Guichard             | 35.616   | 21.220             |
| Sochaux             | Montbéliard       | Stade Auguste Bonal                 | 20.005   | 11.192             |
| Toulouse            | Toulouse          | Sân vận động Thành phố              | 35.470   | 18.069             |
| Valenciennes        | Valenciennes      | Stade du Hainaut                    | 25.000   | 17.499             |

- 1The Stade Vélodrome is currently undergoing renovations in preparation for UEFA Euro 2016. The current capacity is 42,000, a decrease from the original capacity of 60,031.[8]

## Nhân sự và tài trợ
| Team                | Manager1           | Captain1               | Kit Manufacturer1 | Main Sponsor1    |
| ------------------- | ------------------ | ---------------------- | ----------------- | ---------------- |
| Ajaccio             | Olivier Pantaloni  | Jean-Baptiste Pierazzi | Duarig            | Géant            |
| Auxerre             | Laurent Fournier   | Olivier Sorin          | Airness           | Senoble          |
| Bordeaux            | Francis Gillot     | Jaroslav Plašil        | Puma              | Kia              |
| Brest               | Alex Dupont        | Oscar Ewolo            | Nike              | Quéguiner        |
| Caen                | Franck Dumas       | Nicolas Seube          | Nike              | GDE Recyclage    |
| Dijon               | Patrice Carteron   | Abdoulaye Méïté        | Nike              | Sita-Suez        |
| Evian               | Bernard Casoni     | Cédric Barbosa         | Kappa             | Danette          |
| Lille               | Rudi Garcia        | Rio Mavuba             | Umbro             | Groupe Partouche |
| Lorient             | Christian Gourcuff | Fabien Audard          | Macron            | La trinitaine    |
| Lyon                | Rémi Garde         | Cris                   | Adidas            | Everest Poker    |
| Marseille           | Didier Deschamps   | Steve Mandanda         | Adidas            | BetClic          |
| Montpellier         | René Girard        | Mapou Yanga-Mbiwa      | Nike              | La Foir'Fouille  |
| Nancy               | Jean Fernandez     | André Luiz             | Umbro             | Odalys Vacances  |
| Nice                | René Marsiglia     | Didier Digard          | BURRDA            | Mad-Croc         |
| Paris Saint-Germain | Antoine Kombouaré  | Mamadou Sakho          | Nike              | Emirates         |
| Rennes              | Frédéric Antonetti | Kader Mangane          | Puma              | Samsic           |
| Saint-Étienne       | Christophe Galtier | Loïc Perrin            | Adidas            | Winamax          |
| Sochaux             | Mehmed Baždarević  | Teddy Richert          | Lotto             | Peugeot          |
| Toulouse            | Alain Casanova     | Daniel Congré          | Kappa             | IDEC             |
| Valenciennes        | Daniel Sanchez     | Rudy Mater             | Uhlsport          | Toyota           |

1 Subject to change during the season.

### Managerial changes
| Team         | Outgoing head coach | Manner of departure  | Date of vacancy      | Position in table | Incoming head coach | Date of appointment  | Position in table |
| ------------ | ------------------- | -------------------- | -------------------- | ----------------- | ------------------- | -------------------- | ----------------- |
| Auxerre      | Jean Fernandez      | End of contract      | 2 tháng 6 năm 2011   | Off-season        | Laurent Fournier    | 8 tháng 6 năm 2011   | Off-season        |
| Valenciennes | Philippe Montanier  | Joined Real Sociedad | 4 tháng 6 năm 2011   | Off-season        | Daniel Sanchez      | 8 tháng 6 năm 2011   | Off-season        |
| Nancy        | Pablo Correa        | Resigned             | 5 tháng 6 năm 2011   | Off-season        | Jean Fernandez      | 5 tháng 6 năm 2011   | Off-season        |
| Sochaux      | Francis Gillot      | Resigned             | 5 tháng 6 năm 2011   | Off-season        | Mehmed Baždarević   | 10 tháng 6 năm 2011  | Off-season        |
| Bordeaux     | Eric Bédouet        | Mutual consent       | 6 tháng 6 năm 2011   | Off-season        | Francis Gillot      | 6 tháng 6 năm 2011   | Off-season        |
| Lyon         | Claude Puel         | Fired                | 20 tháng 6 năm 2011  | Off-season        | Rémi Garde          | 21 tháng 6 năm 2011  | Off-season        |
| Nice         | Éric Roy            | Fired                | 15 tháng 11 năm 2011 | 17th              | René Marsiglia      | 15 tháng 11 năm 2011 | 17th              |

## Bảng xếp hạng
| VT | Đội                 | ST | T  | H  | B  | BT | BB | HS  | Đ  | Giành quyền tham dự hoặc xuống hạng        |
| -- | ------------------- | -- | -- | -- | -- | -- | -- | --- | -- | ------------------------------------------ |
| 1  | Montpellier (C)     | 38 | 25 | 7  | 6  | 68 | 34 | +34 | 82 | Tham dự Champions League                   |
| 2  | Paris Saint-Germain | 38 | 23 | 10 | 5  | 75 | 41 | +34 | 79 | Tham dự Champions League                   |
| 3  | Lille               | 38 | 21 | 11 | 6  | 72 | 39 | +33 | 74 | Tham dự Vòng play-off Champions League     |
| 4  | Lyon                | 38 | 19 | 7  | 12 | 64 | 51 | +13 | 64 | Tham dự Europa League                      |
| 5  | Bordeaux            | 38 | 16 | 13 | 9  | 53 | 41 | +12 | 61 | Tham dự Vòng play-off Europa League        |
| 6  | Rennes              | 38 | 17 | 9  | 12 | 53 | 44 | +9  | 60 |                                            |
| 7  | Saint-Étienne       | 38 | 16 | 9  | 13 | 49 | 45 | +4  | 57 |                                            |
| 8  | Toulouse            | 38 | 15 | 11 | 12 | 37 | 34 | +3  | 56 |                                            |
| 9  | Evian               | 38 | 13 | 11 | 14 | 54 | 55 | −1  | 50 |                                            |
| 10 | Marseille           | 38 | 12 | 12 | 14 | 45 | 41 | +4  | 48 | Qualification to Vòng loại 3 Europa League |
| 11 | Nancy               | 38 | 11 | 12 | 15 | 38 | 48 | −10 | 45 |                                            |
| 12 | Valenciennes        | 38 | 12 | 7  | 19 | 40 | 50 | −10 | 43 |                                            |
| 13 | Nice                | 38 | 10 | 12 | 16 | 39 | 46 | −7  | 42 |                                            |
| 14 | Sochaux             | 38 | 11 | 9  | 18 | 40 | 60 | −20 | 42 |                                            |
| 15 | Brest               | 38 | 8  | 17 | 13 | 31 | 38 | −7  | 41 |                                            |
| 16 | Ajaccio             | 38 | 9  | 14 | 15 | 40 | 61 | −21 | 41 |                                            |
| 17 | Lorient             | 38 | 9  | 12 | 17 | 35 | 49 | −14 | 39 |                                            |
| 18 | Caen (R)            | 38 | 9  | 11 | 18 | 39 | 59 | −20 | 38 | Xuống hạng đến Ligue 2                     |
| 19 | Dijon (R)           | 38 | 9  | 9  | 20 | 38 | 63 | −25 | 36 | Xuống hạng đến Ligue 2                     |
| 20 | Auxerre (R)         | 38 | 7  | 13 | 18 | 46 | 57 | −11 | 34 | Xuống hạng đến Ligue 2                     |

1. 1 2  Lyon vô địch Coupe de France 2011–12 và giành quyền than dự Europa League.
2. ↑  Marseille tham dự Vòng loại 3 Europa League 2012–13 vì vô địch Coupe de la Ligue 2011–12.

## Kết quả
| Nhà \ Khách   | ACA | AUX | BOR | BRS | CAE | DIJ | EVI | LIL | LOR | OL  | OM  | MHS | NAL | NIC | PSG | REN | STE | SOC | TFC | VAL |
| ------------- | --- | --- | --- | --- | --- | --- | --- | --- | --- | --- | --- | --- | --- | --- | --- | --- | --- | --- | --- | --- |
| Ajaccio       |     | 2–1 | 0–2 | 0–0 | 2–2 | 2–1 | 1–1 | 2–3 | 1–1 | 1–1 | 1–0 | 1–3 | 0–0 | 1–1 | 1–3 | 1–0 | 1–1 | 2–1 | 0–2 | 3–1 |
| Auxerre       | 4–1 |     | 2–4 | 4–0 | 1–1 | 2–2 | 0–2 | 1–3 | 1–1 | 0–3 | 2–2 | 1–2 | 1–3 | 2–1 | 1–1 | 0–1 | 0–0 | 4–1 | 2–0 | 2–0 |
| Bordeaux      | 1–1 | 1–1 |     | 1–1 | 2–0 | 1–1 | 0–0 | 1–1 | 1–0 | 1–0 | 2–1 | 2–2 | 2–0 | 1–2 | 1–1 | 2–0 | 1–2 | 1–0 | 2–0 | 2–1 |
| Brest         | 1–1 | 1–0 | 0–2 |     | 1–1 | 1–1 | 2–2 | 3–1 | 3–1 | 1–1 | 1–0 | 2–2 | 0–1 | 1–0 | 0–1 | 0–1 | 2–2 | 2–0 | 0–0 | 1–0 |
| Caen          | 0–0 | 2–1 | 1–0 | 0–0 |     | 3–0 | 2–2 | 1–2 | 1–0 | 1–0 | 1–2 | 1–3 | 1–2 | 1–1 | 2–2 | 0–2 | 1–4 | 1–3 | 0–1 | 1–0 |
| Dijon         | 1–1 | 0–2 | 2–0 | 1–0 | 2–0 |     | 3–1 | 0–2 | 2–0 | 1–2 | 2–3 | 1–1 | 0–2 | 3–0 | 1–2 | 1–5 | 1–2 | 0–0 | 1–1 | 1–2 |
| Evian         | 2–1 | 3–1 | 0–0 | 0–1 | 2–4 | 0–1 |     | 0–3 | 2–1 | 1–3 | 2–0 | 4–2 | 2–0 | 1–0 | 2–2 | 1–3 | 1–2 | 2–3 | 2–1 | 2–1 |
| Lille         | 4–1 | 2–2 | 4–5 | 2–0 | 3–0 | 2–0 | 1–1 |     | 1–1 | 3–1 | 3–2 | 0–1 | 4–1 | 4–4 | 2–1 | 2–0 | 3–0 | 2–2 | 2–1 | 4–0 |
| Lorient       | 2–0 | 1–1 | 1–1 | 2–1 | 0–0 | 0–0 | 0–1 | 0–1 |     | 0–1 | 2–1 | 2–1 | 2–1 | 1–0 | 1–2 | 0–2 | 3–0 | 1–1 | 0–0 | 2–0 |
| Lyon          | 1–1 | 2–1 | 3–1 | 1–1 | 1–2 | 3–1 | 2–1 | 2–1 | 3–2 |     | 2–0 | 2–1 | 3–1 | 3–4 | 4–4 | 1–2 | 2–0 | 2–1 | 3–2 | 4–1 |
| Marseille     | 2–0 | 3–0 | 0–0 | 1–1 | 1–1 | 1–2 | 2–0 | 2–0 | 2–1 | 2–2 |     | 1–3 | 1–0 | 2–0 | 3–0 | 0–1 | 0–0 | 2–2 | 0–1 | 1–1 |
| Montpellier   | 3–0 | 3–1 | 1–0 | 1–0 | 3–0 | 5–3 | 2–2 | 1–0 | 4–0 | 1–0 | 1–0 |     | 2–0 | 1–0 | 0–3 | 4–0 | 1–0 | 2–1 | 1–1 | 1–0 |
| Nancy         | 2–2 | 0–0 | 2–2 | 2–1 | 1–1 | 1–2 | 1–1 | 1–1 | 2–2 | 2–0 | 1–3 | 1–0 |     | 1–0 | 2–1 | 0–0 | 3–2 | 1–2 | 0–3 | 1–1 |
| Nice          | 3–0 | 1–0 | 3–0 | 0–0 | 1–0 | 1–1 | 1–1 | 0–1 | 2–0 | 1–3 | 1–1 | 0–1 | 1–1 |     | 0–0 | 2–0 | 0–2 | 1–1 | 1–1 | 2–0 |
| Paris SG      | 4–1 | 3–2 | 1–1 | 1–0 | 4–2 | 2–0 | 3–1 | 0–0 | 0–1 | 2–0 | 2–1 | 2–2 | 0–1 | 2–1 |     | 3–0 | 2–0 | 6–1 | 3–1 | 2–1 |
| Rennes        | 3–1 | 1–1 | 1–0 | 1–1 | 3–2 | 5–0 | 3–2 | 1–1 | 2–0 | 1–1 | 1–2 | 0–2 | 1–1 | 3–1 | 1–1 |     | 1–1 | 1–0 | 0–1 | 1–1 |
| Saint-Étienne | 3–1 | 1–1 | 2–3 | 2–1 | 2–0 | 1–0 | 0–2 | 1–3 | 4–2 | 0–1 | 0–0 | 1–1 | 1–0 | 2–3 | 0–1 | 4–0 |     | 1–0 | 1–1 | 1–0 |
| Sochaux       | 0–2 | 0–0 | 0–3 | 2–1 | 1–2 | 1–0 | 1–1 | 0–1 | 1–1 | 2–1 | 1–0 | 1–3 | 1–0 | 2–0 | 0–1 | 2–6 | 2–1 |     | 3–0 | 1–1 |
| Toulouse      | 0–2 | 1–0 | 3–2 | 0–0 | 1–0 | 2–0 | 2–1 | 0–0 | 1–1 | 3–0 | 0–0 | 0–1 | 1–0 | 0–0 | 1–3 | 1–0 | 0–1 | 2–0 |     | 2–0 |
| Valenciennes  | 1–2 | 2–1 | 1–2 | 0–0 | 3–1 | 4–0 | 0–3 | 0–0 | 2–0 | 1–0 | 1–1 | 1–0 | 1–0 | 2–0 | 3–4 | 1–0 | 1–2 | 3–0 | 2–0 |     |

## Thống kê

### Danh sách cầu thủ ghi nhiều bàn nhất
| STT | Cầu thủ                   | CLB                 | Số bàn thắng |
| --- | ------------------------- | ------------------- | ------------ |
| 1   | Olivier Giroud            | Montpellier         | 21           |
| 1   | Nenê                      | Paris Saint-Germain | 21           |
| 3   | Eden Hazard               | Lille               | 20           |
| 4   | Pierre-Emerick Aubameyang | Saint-Étienne       | 16           |
| 4   | Lisandro López            | Lyon                | 16           |
| 6   | Bafétimbi Gomis           | Lyon                | 14           |
| 6   | Yoan Gouffran             | Bordeaux            | 14           |
| 8   | Javier Pastore            | Paris Saint-Germain | 13           |
| 9   | Loïc Rémy                 | Marseille           | 12           |
| 9   | Younès Belhanda           | Montpellier         | 12           |

Last updated: 20 May 2012

Source: Official Goalscorers' Standings

### Hat-trick của giải
| Cầu thủ                   | CLB                 | Ghi bàn vào lưới | Kết quả | Ngày                 |
| ------------------------- | ------------------- | ---------------- | ------- | -------------------- |
| Dennis Oliech             | Auxerre             | Sochaux          | 4–1     | 25 tháng 9 năm 2011  |
| Olivier Giroud            | Montpellier         | Dijon            | 5–3     | 15 tháng 10 năm 2011 |
| Kevin Gameiro             | Paris Saint-Germain | Ajaccio          | 1–3     | 16 tháng 10 năm 2011 |
| Olivier Giroud            | Montpellier         | Sochaux          | 1–3     | 26 tháng 11 năm 2011 |
| Pierre-Emerick Aubameyang | Saint-Étienne       | Lorient          | 4–2     | 22 tháng 2 năm 2012  |
| Nenê                      | Paris Saint-Germain | Rennes           | 3–0     | 13 tháng 5 năm 2012  |
| Eden Hazard               | Lille               | Nancy            | 4–1     | 20 tháng 5 năm 2012  |